# ロベルト・デュラン
ロベルト・デュラン・サマニエゴ（Roberto Durán Samaniego 、1951年6月16日 - ）は、パナマのプロボクサー。パナマ県エンチョリーヨ出身。元WBA・WBC世界ライト級統一王者。元WBC世界ウェルター級王者。元WBA世界ジュニアミドル級王者。元WBC世界ミドル級王者。世界4階級制覇王者。ニックネームは強打を意味した「石の拳（コブシ） Manos De Piedra, Hands of Stone 」。
娘のイリシェル・デュランもプロボクサー。

## 来歴
1951年6月16日、エンチョリーヨのスラム街で生まれた。1968年、16歳でプロデビュー以来、連戦連勝を続け、その中には後のフェザー級王者エルネスト・マルセルや、世界スーパーフェザー級王座を6度防衛した小林弘をKOで下す試合などが含まれている。
1972年6月26日、無敗のままWBA世界ライト級王者ケン・ブキャナンに挑戦。デュランは初回からダウンを奪うなどして終始攻勢。そして13回、ボディブローでKO勝ちを収めた。ブキャナン側からローブローであると抗議の声が上がったがデュランが新王者となった。
世界王座に就いてからのデュランは更に強さを発揮した。「石の拳（こぶし）」と形容されたワイルドな強打で、後のWBC世界王者ガッツ石松、タフで鳴らしたレイ・ランプキン等の実力者を相手に、「10連続KOを含む11度の防衛」を達成。その間もノンタイトル戦も頻繁にこなした。1978年1月21日、デュランに初黒星を与えたエステバン・デ・ヘススとWBA&WBC王座統一戦を行い12回TKO勝ちで12度目の防衛を達成。WBC世界ライト級王座獲得。同時期にフェザー級、ジュニアライト級で世界王座に君臨したアレクシス・アルゲリョや、ジュニアウェルター級世界王者として無敵を誇ったアントニオ・セルバンテスとの対戦は、何度も噂に上ったが実現しなかった。
ライト級タイトルを返上したデュランは、8試合のノンタイトル戦を挟んだ後の1980年6月20日、2階級上のWBC世界ウェルター級王者シュガー・レイ・レナードに挑戦する。レナードのスピードが勝ると予想されていたが、デュランは天性のボクシングセンスを発揮。2回に右クロスを決めてレナードをぐらつかせ、その後もロープに詰めて接近戦を挑む。レナードの速いパンチにも機敏に反応した。僅差ながら予想外の判定勝ちを収めて2階級制覇を達成する。この勝利に母国パナマは大熱狂。時の大統領が仕向けた大統領専用機で帰国すると、この日を「デュランの日」という祝日に制定される騒ぎとなった。（その後、廃止されている）
しかし、5か月後の11月25日の再戦では徹底的なヒット・アンド・アウェイ戦法を取るレナードにフラストレーションが溜まり、8回に腹痛を訴えて「試合放棄同然のTKO負け」をした。この試合に対してルイジアナ・ボクシング・コミッションは「不満足な試合内容」を理由に7500ドルの支払いを命じた。ファイトマネー1000万ドルの支払い差し止めも求められたが、プロモーターは支払い済みと語った。
このとき放った言葉と共に「ノー・マス（もうたくさんだ）」事件として有名になる。また、この試合をきっかけにデュランのボクシング人生は波乱を迎えた。
1982年1月30日、ウィルフレド・ベニテスのWBC世界ジュニアミドル級タイトルに挑むも判定負け。9月4日のノンタイトル戦でも、格下と見られていたカークランド・ラインにも判定で敗れた。
1983年6月16日、デビー・ムーアの持つWBA世界ジュニアミドル級タイトルに挑んだ時もデュラン不利と見られていた。しかし、デュランは初回から試合のペースを握る。ムーアのパンチを外し、ボディを執拗に攻めた。7回に疲れの見えるムーアに右クロスでダウンを奪うと、続く8回には容赦ない追撃を加えた。劇的なTKO勝ちで史上7人目の3階級制覇を果たすと共に、完全復活をアピールした。
この時期、ヘビー級は安定とも退屈とも揶揄されるラリー・ホームズが王者にあり、人々は飽いていた。ボブ・アラムはミドル級で一番強いのは誰か、というサバイバルゲームで1980年代を熱狂させることになる。
三階級制覇で勢いに乗るデュランは同年11月10日、3団体統一世界ミドル級王者マービン・ハグラーに挑む。それまでの防衛戦を全てKOで飾っていたハグラーだけに無謀な挑戦と思われたが、右を好打するなど互角の戦いを演じる。しかし、14回以降スタミナをロス。ハグラーの的確なパンチを浴び、判定にもつれ込んだものの3-0で敗れた。
1984年6月15日、WBC世界ジュニアミドル級王者トーマス・ハーンズと対戦。しかし、ハーンズの長いリーチとスピード、パワーで圧倒される。デュランは初回にいきなり2度のダウンを奪われ、続く「2回」、右クロスをもらい「失神KO負け」を喫した。その余りにも豪快な倒されっぷりに人々はこの試合を後に「ラスベガス恐怖の一撃」と名づけた。なお、この試合は当初、WBAの同級王者であるデュランとWBC王者であるハーンズとの統一戦として行われる予定であったが、当時WBAは15ラウンド制、WBCは12ラウンド制で試合が行われていたため、ラウンド制がネックとなり両団体との交渉がまとまらず、WBAはタイトルマッチとして認めず、逆に試合を強行した場合、王座を剥奪するという警告を出す事態となったが、試合は強行され、デュランはリングに上がった瞬間にWBA王座を剥奪されている。
無冠となってからも試合を重ね、1989年2月24日、WBC世界ミドル級王者アイラン・バークレーに挑む。バークレーは、トーマス・ハーンズを番狂わせの3回TKOでタイトル獲得したタフなファイターであった。しかし、自分より若くパワーのあるバークレーのパンチを天性の防御勘で外しきり、11回にはワンツーでダウンを奪う。判定は割れたが2人のジャッジはデュランを支持。若い頃とは一味違う技巧派の面を発揮し、4階級目のタイトルを獲得した。
ちなみに、デュランはライト級王者になる前はスーパーフェザー級で世界1位にランキングされていた。また、ライト級王者になってからのノンタイトル戦では、1階級上のスーパーライト級世界ランカーとも頻繁にグローブを交えたが、1972年11月17日に行われたエステバン・デ・ヘスス戦以外負けることはなかった。
バークレー戦を最後に世界タイトルとは無縁となった。1989年12月7日、シュガー・レイ・レナードとの3度目の対戦（WBC世界スーパーミドル級タイトルマッチ）では判定負け。
しかし、その後もヘクター・カマチョ（二度戦ってともに判定負け）やビニー・パジェンサ（2戦してともに判定負け）といった元世界王者、中堅どころの選手と戦い続けた。1998年8月28日には47歳にしてウィリアム・ジョッピーの持つWBA世界ミドル級タイトルに挑戦するも、棄権による3回TKO負けを喫した。
その後もリングに上がり続けたが、交通事故で重傷を負い、2002年7月21日、パナマシティで現役引退を発表した。最後の試合は2001年7月14日のヘクター・カマチョ戦（12R判定負け）であった。
1992年4月19日に、東京体育館での藤原組の旗揚げ一周年記念興行で船木誠勝と異種格闘技戦を行った。2ラウンドにはボディブローで船木からダウンを奪うも、3ラウンドで船木に捕まり腕固めで敗れた。ルールは変則的で、素手の船木は顔面パンチ、グラウンドでの打撃が禁止され、グラウンド状態は10秒でブレイクになり、なおかつデュランの攻撃はほとんど許されるという、デュランに大幅に譲歩したルールであった。
デュランは試合後の記者会見で 「やっぱり、一年間練習をしないで、3週間で仕上げたのには無理があったね」 と自ら準備不足を告白し、Tシャツで戦ったことについては 「練習ではいつも着ているし、習慣になっているからね。掴まれたときにシャツを着ていたほうがいいと思ったが、暑かった」 と語った。
引退後は、6,000万ドルともいわれるファイトマネーを散財してほとんど手元にないという。

## 略歴
- 1968年、プロデビュー。
- 1971年10月、パナマでのノンタイトル戦で元世界王者、小林弘に7回KO勝ち（小林はこの試合を最後に引退）。
- 1972年、ケン・ブキャナンを13回KOに下し、WBA世界ライト級タイトル獲得（29戦全勝）。
- 1972年、エステバン・デ・ヘススとのノンタイトル戦で10回判定負け。32戦目で初黒星。
- 1973年9月、パナマでガッツ石松に10回TKO勝利。3度目の防衛に成功[8]。
- 1974年3月、初黒星を喫したエステバン・デ・ヘススとの4度目の防衛戦では、11回KO勝ちで雪辱を果たした。
- 1974年12月、パナマで日本ライト級王者、高山将孝を1回KOで下し、5度目の防衛に成功[8]。
- 1978年、WBC王者、エステバン・デ・ヘススを12回TKOに下し、ライト級タイトル統一。WBAは12度目の防衛。
- 1980年、シュガー・レイ・レナードを15回判定で下し、WBC世界ウェルター級タイトル獲得（2階級制覇）。
- しかし、5か月後の再戦で試合放棄による8回TKO負け。
- 1983年6月、デビー・ムーアを8回TKOに下し、WBA世界ジュニアミドル級タイトル獲得（3階級制覇）。
- 1983年11月、マービン・ハグラーの持つ3団体統一世界ミドル級タイトルに挑むも15回判定負け。
- 1984年、WBC世界スーパーウェルター級王者トーマス・ハーンズに挑むも一方的な内容で2回TKO負け。
- 1989年2月、アイラン・バークレーを12回判定で下し、WBC世界ミドル級タイトル獲得（4階級制覇）。
- 1989年12月、WBC世界スーパーミドル級王者、シュガー・レイ・レナードに挑戦し、12回判定負け。
- 1992年、日本・東京体育館で船木誠勝と異種格闘技戦。
- 1997年、元WBA世界ミドル級王者、ホルヘ・カストロと2度戦い1勝1敗。
- 1998年、47歳でWBA世界ミドル級王者ウィリアム・ジョッピーに挑戦するが3回TKO負け。
- 2001年、ヘクター・カマチョに12回判定負け。
- 2002年7月21日、パナマシティで現役引退を発表した。
- 2006年12月7日、アメリカニューヨーク州カナストータにある「国際ボクシング名誉の殿堂博物館（IBHOF）」に殿堂入りした。
- 2007年6月、「国際ボクシング名誉の殿堂博物館（IBHOF）」のセレモニーに、同じく殿堂入りが決まったリカルド・ロペス、パーネル・ウィテカー、ホセ・スレイマンWBC会長らと共に出席した。

## 対戦成績
| プロボクシング 戦績 | プロボクシング 戦績 | プロボクシング 戦績 | プロボクシング 戦績 | プロボクシング 戦績 | プロボクシング 戦績 | プロボクシング 戦績 |
| ------------------- | ------------------- | ------------------- | ------------------- | ------------------- | ------------------- | ------------------- |
| 119 試合            | (T)KO               | 判定                | その他              | 引き分け            | 無効試合            |                     |
| 103 勝              | 70                  | 33                  | -                   | -                   | -                   |                     |
| 16 敗               | 4                   | 12                  | -                   | -                   | -                   |                     |

| No. | 結果 | 通算成績 | 相手                                   | タイプ | ラウンド(規定)、時間 | 日付           | 開催地                                     | メモ                      |
| --- | ---- | -------- | -------------------------------------- | ------ | -------------------- | -------------- | ------------------------------------------ | ------------------------- |
| 119 | 負   | 103–16   | ヘクター・カマチョ                     | UD     | 12                   | 2001年7月14日  | コロラド州デンバー                         | NBAスーパーミドル級       |
| 118 | 勝   | 103–15   | Patrick Goossen                        | UD     | 10                   | 2000年8月12日  | ワシントン州トッペニッシュ                 |                           |
| 117 | 勝   | 102–15   | Pat Lawlor                             | UD     | 12                   | 2000年6月16日  | フアン・ディアス                           | NBAスーパーミドル級獲得   |
| 116 | 負   | 101–15   | Omar Gonzalez                          | UD     | 10                   | 1999年3月6日   | ブエノスアイレス州マル・デル・プラタ       |                           |
| 115 | 負   | 101–14   | ウィリアム・ジョッピー                 | TKO    | 3 (12), 2:54         | 1998年8月28日  | ネバダ州ラスベガスウィンチェスター         | WBAミドル級               |
| 114 | 勝   | 101–13   | Felix Jose Hernandez                   | UD     | 10                   | 1998年1月31日  | パナマ市                                   |                           |
| 113 | 勝   | 100–13   | David Radford                          | UD     | 8                    | 1997年11月15日 | ハマンスクラール                           |                           |
| 112 | 勝   | 99–13    | ホルヘ・カストロ                       | UD     | 10                   | 1997年6月14日  | パナマ市                                   |                           |
| 111 | 負   | 98–13    | ホルヘ・カストロ                       | UD     | 10                   | 1997年2月15日  | ブエノスアイレス州マル・デル・プラタ       |                           |
| 110 | 勝   | 98–12    | Mike Culbert                           | TKO    | 6 (10), 2:24         | 1996年9月27日  | ウェストバージニア州チェスター             |                           |
| 109 | 勝   | 97–12    | Ariel Cruz                             | KO     | 1 (10)               | 1996年8月31日  | パナマ市                                   |                           |
| 108 | 負   | 96–12    | ヘクター・カマチョ                     | UD     | 12                   | 1996年6月22日  | ニュージャージー州アトランティックシティ   | IBCミドル級決定戦         |
| 107 | 勝   | 96–11    | Ray Domenge                            | UD     | 10                   | 1996年2月20日  | フロリダ州マイアミ                         |                           |
| 106 | 勝   | 95–11    | Wilbur Garst                           | TKO    | 4 (10), 2:14         | 1995年12月21日 | フロリダ州フォートローダーデール           |                           |
| 105 | 勝   | 94–11    | Roni Martinez                          | TKO    | 7 (10), 2:59         | 1995年6月10日  | ミズーリ州カンザスシティ                   |                           |
| 104 | 負   | 93–11    | ビニー・パジェンサ                     | UD     | 12                   | 1995年1月14日  | ニュージャージー州アトランティックシティ   | IBCスーパーミドル級       |
| 103 | 勝   | 93–10    | Heath Todd                             | TKO    | 6 (10), 3:00         | 1994年10月18日 | ミシシッピ州ベイセントルイス               |                           |
| 102 | 負   | 92–10    | ビニー・パジェンサ                     | UD     | 12                   | 1994年6月25日  | ネバダ州パラダイス                         | IBCスーパーミドル級決定戦 |
| 101 | 勝   | 92–9     | Terry Thomas                           | TKO    | 4 (10), 1:02         | 1994年3月29日  | ミシシッピ州ベイセントルイス               |                           |
| 100 | 勝   | 91–9     | Carlos Montero                         | UD     | 10                   | 1994年2月22日  | マルセイユ                                 |                           |
| 99  | 勝   | 90–9     | Tony Menefee                           | TKO    | 8 (10)               | 1993年12月14日 | ミシシッピ州ベイセントルイス               |                           |
| 98  | 勝   | 89–9     | Sean Fitzgerald                        | KO     | 6 (10), 1:43         | 1993年8月17日  | ミシシッピ州ベイセントルイス               |                           |
| 97  | 勝   | 88–9     | Jacques LeBlanc                        | UD     | 10                   | 1993年6月29日  | ミシシッピ州ベイセントルイス               |                           |
| 96  | 勝   | 87–9     | Ken Hulsey                             | KO     | 2 (10), 2:45         | 1992年12月17日 | オハイオ州クリーブランド                   |                           |
| 95  | 勝   | 86–9     | Tony Biglen                            | UD     | 10                   | 1992年9月30日  | ニューヨーク州バッファロー                 |                           |
| 94  | 負   | 85–9     | Pat Lawlor                             | TKO    | 6 (10), 1:50         | 1991年3月18日  | ネバダ州パラダイス                         |                           |
| 93  | 負   | 85–8     | シュガー・レイ・レナード               | UD     | 12                   | 1989年12月7日  | ネバダ州パラダイス                         | WBCスーパーミドル級       |
| 92  | 勝   | 85–7     | アイラン・バークレー                   | SD     | 12                   | 1989年2月24日  | ニュージャージー州アトランティックシティ   | WBCミドル級獲得           |
| 91  | 勝   | 84–7     | Jeff Lanas                             | SD     | 10                   | 1988年10月1日  | イリノイ州シカゴ                           |                           |
| 90  | 勝   | 83–7     | ポール・ソーン                         | RTD    | 6 (10), 3:00         | 1988年4月14日  | ニュージャージー州アトランティックシティ   |                           |
| 89  | 勝   | 82–7     | Ricky Stackhouse                       | UD     | 10                   | 1988年2月5日   | ニュージャージー州アトランティックシティ   |                           |
| 88  | 勝   | 81–7     | フアン・カルロス・ヒメネス・フェレイラ | UD     | 10                   | 1987年9月12日  | フロリダ州マイアミビーチ                   |                           |
| 87  | 勝   | 80–7     | Victor Claudio                         | UD     | 10                   | 1987年5月16日  | フロリダ州マイアミビーチ                   |                           |
| 86  | 負   | 79–7     | ロビー・シムズ                         | SD     | 10                   | 1986年6月23日  | ネバダ州パラダイス                         |                           |
| 85  | 勝   | 79–6     | Jorge Suero                            | KO     | 2 (10), 1:45         | 1986年4月18日  | パナマ市                                   |                           |
| 84  | 勝   | 78–6     | Manuel Zambrano                        | KO     | 2 (10), 2:57         | 1986年1月31日  | パナマ市                                   |                           |
| 83  | 負   | 77–6     | トーマス・ハーンズ                     | TKO    | 2 (12)               | 1984年6月15日  | ネバダ州パラダイス                         | WBCスーパーウェルター級   |
| 82  | 負   | 77–5     | マービン・ハグラー                     | UD     | 15                   | 1983年11月10日 | ネバダ州パラダイス                         | WBA・WBC・IBF統一ミドル級 |
| 81  | 勝   | 77–4     | デビー・ムーア                         | TKO    | 8 (15), 2:02         | 1983年6月16日  | ニューヨークマディソン・スクエア・ガーデン | WBAスーパーウェルター級   |
| 80  | 勝   | 76–4     | ホセ・クエバス                         | TKO    | 4 (12), 2:26         | 1983年1月29日  | カリフォルニア州ロサンゼルス               |                           |
| 79  | 勝   | 75–4     | ジミー・バッテン                       | UD     | 10                   | 1982年11月12日 | フロリダ州マイアミ                         |                           |
| 78  | 負   | 74–4     | カークランド・レイン                   | SD     | 10                   | 1982年9月4日   | ミシガン州デトロイト                       |                           |
| 77  | 負   | 74–3     | ウィルフレド・ベニテス                 | UD     | 15                   | 1982年1月30日  | ネバダ州パラダイス                         | WBCスーパーウェルター級   |
| 76  | 勝   | 74–2     | Luigi Minchillo                        | UD     | 10                   | 1981年9月26日  | ネバダ州パラダイス                         |                           |
| 75  | 勝   | 73–2     | Nino Gonzalez                          | UD     | 10                   | 1981年8月9日   | オハイオ州クリーブランド                   |                           |
| 74  | 負   | 72–2     | シュガー・レイ・レナード               | TKO    | 8 (15), 2:44         | 1980年11月25日 | ルイジアナ州ニューオーリンズ               | WBCウェルター級           |
| 73  | 勝   | 72–1     | シュガー・レイ・レナード               | UD     | 15                   | 1980年6月20日  | ケベック州モントリオール                   | WBCウェルター級獲得       |
| 72  | 勝   | 71–1     | Wellington Wheatley                    | TKO    | 6 (10)               | 1980年2月24日  | ネバダ州パラダイス                         |                           |
| 71  | 勝   | 70–1     | Joseph Nsubuga                         | RTD    | 4 (10), 3:00         | 1980年1月13日  | ネバダ州パラダイス                         |                           |
| 70  | 勝   | 69–1     | Zeferino Gonzalez                      | UD     | 10                   | 1979年9月28日  | ネバダ州パラダイス                         |                           |
| 69  | 勝   | 68–1     | カルロス・パロミノ                     | UD     | 10                   | 1979年6月22日  | ニューヨークマディソン・スクエア・ガーデン |                           |
| 68  | 勝   | 67–1     | Jimmy Heair                            | UD     | 10                   | 1979年4月8日   | ネバダ州パラダイス                         |                           |
| 67  | 勝   | 66–1     | Monroe Brooks                          | KO     | 8 (12), 1:59         | 1978年12月8日  | ニューヨークマディソン・スクエア・ガーデン |                           |
| 66  | 勝   | 65–1     | Ezequiel Obando                        | KO     | 2 (10), 1:09         | 1978年9月1日   | パナマ市                                   |                           |
| 65  | 勝   | 64–1     | アドルフォ・ピルエト                   | UD     | 10                   | 1978年4月27日  | ニューヨークマディソン・スクエア・ガーデン |                           |
| 64  | 勝   | 63–1     | エステバン・デ・ヘスス                 | TKO    | 12 (15), 2:32        | 1978年1月21日  | ネバダ州パラダイス                         | 防衛12 WBAライト級        |
| 63  | 勝   | 62–1     | エドウィン・バーイット                 | UD     | 15                   | 1977年9月17日  | ペンシルベニア州フィラデルフィア           | 防衛11 WBAライト級        |
| 62  | 勝   | 61–1     | Bernardo Diaz                          | KO     | 1 (10), 1:29         | 1977年8月6日   | パナマ市                                   |                           |
| 61  | 勝   | 60–1     | Javier Muniz                           | UD     | 10                   | 1977年5月16日  | メリーランド州ランドバー                   |                           |
| 60  | 勝   | 59–1     | Vilomar Fernandez                      | KO     | 13 (15), 2:10        | 1977年1月29日  | フロリダ州マイアミビーチ                   | 防衛10 WBAライト級        |
| 59  | 勝   | 58–1     | Alvaro Rojas                           | KO     | 1 (15), 2:17         | 1976年10月15日 | フロリダ州ペンブロークパインズ             | 防衛9 WBAライト級         |
| 58  | 勝   | 57–1     | Emiliano Villa                         | TKO    | 7 (10), 2:00         | 1976年1月31日  | パナマ市                                   |                           |
| 57  | 勝   | 56–1     | Lou Bizzarro                           | KO     | 14 (15), 2:15        | 1976年5月23日  | ペンシルベニア州エリー                     | 防衛8 WBAライト級         |
| 56  | 勝   | 55–1     | サウール・マンビー                     | UD     | 10                   | 1976年5月4日   | フロリダ州マイアミビーチ                   |                           |
| 55  | 勝   | 54–1     | Leoncio Ortiz                          | KO     | 15 (15), 2:39        | 1975年12月20日 | サンフアン                                 | 防衛7 WBAライト級         |
| 54  | 勝   | 53–1     | エドウィン・バーイット                 | UD     | 10                   | 1975年9月30日  | ニューヨーク州ヘンプステッド               |                           |
| 53  | 勝   | 52–1     | Alirio Acuna                           | KO     | 3 (10)               | 1975年9月13日  | チトレ                                     |                           |
| 52  | 勝   | 51–1     | Pepe El Toro                           | KO     | 1 (10), 2:00         | 1975年8月2日   | マナグア                                   |                           |
| 51  | 勝   | 50–1     | Jose Peterson                          | TKO    | 1 (10), 1:02         | 1975年6月3日   | フロリダ州マイアミビーチ                   |                           |
| 50  | 勝   | 49–1     | レイ・ランプキン                       | KO     | 14 (15), 0:39        | 1975年3月2日   | パナマ市                                   | 防衛6 WBAライト級         |
| 49  | 勝   | 48–1     | Andres Salgado                         | KO     | 1 (10), 1:00         | 1975年2月15日  | パナマ市                                   |                           |
| 48  | 勝   | 47–1     | 高山将孝                               | KO     | 1 (15), 1:40         | 1974年12月21日 | サンホセ                                   | 防衛5 WBAライト級         |
| 47  | 勝   | 46–1     | Adalberto Vanegas                      | KO     | 1 (10)               | 1974年11月16日 | パナマ市                                   |                           |
| 46  | 勝   | 45–1     | Jose Vasquez                           | KO     | 2 (10)               | 1974年10月31日 | サンホセ                                   |                           |
| 45  | 勝   | 44–1     | Hector Matta                           | UD     | 10                   | 1974年9月2日   | サンフアン                                 |                           |
| 44  | 勝   | 43–1     | Flash Gallego                          | TKO    | 7 (10), 2:35         | 1974年1月6日   | パナマ市                                   |                           |
| 43  | 勝   | 42–1     | エステバン・デ・ヘスス                 | KO     | 11 (15), 1:11        | 1974年3月16日  | パナマ市                                   | 防衛4 WBAライト級         |
| 42  | 勝   | 41–1     | Armando Mendoza                        | TKO    | 3 (10), 1:50         | 1974年2月16日  | パナマ市                                   |                           |
| 41  | 勝   | 40–1     | Leonard Tavarez                        | TKO    | 4 (10)               | 1974年1月21日  | パリ                                       |                           |
| 40  | 勝   | 39–1     | Tony Garcia                            | KO     | 3 (10)               | 1973年12月1日  | サンチアゴ                                 |                           |
| 39  | 勝   | 38–1     | ガッツ石松                             | TKO    | 10 (15), 2:10        | 1973年9月8日   | パナマ市                                   | 防衛3 WBAライト級         |
| 38  | 勝   | 37–1     | Doc McClendon                          | UD     | 10                   | 1973年8月4日   | サンフアン                                 |                           |
| 37  | 勝   | 36–1     | ヘクター・トンプソン                   | TKO    | 8 (15), 2:15         | 1973年6月2日   | パナマ市                                   | 防衛2 WBAライト級         |
| 36  | 勝   | 35–1     | Gerardo Ferrat                         | TKO    | 2 (10), 2:45         | 1973年4月14日  | パナマ市                                   |                           |
| 35  | 勝   | 34–1     | Javier Ayala                           | UD     | 10                   | 1973年3月17日  | カリフォルニア州ロサンゼルス               |                           |
| 34  | 勝   | 33–1     | Juan Medina                            | TKO    | 7 (10), 1:22         | 1973年2月22日  | カリフォルニア州ロサンゼルス               |                           |
| 33  | 勝   | 32–1     | Jimmy Robertson                        | KO     | 5 (15)               | 1973年1月20日  | パナマ市                                   | 防衛1 WBAライト級         |
| 32  | 負   | 31–1     | エステバン・デ・ヘスス                 | UD     | 10                   | 1972年11月17日 | ニューヨークマディソン・スクエア・ガーデン |                           |
| 31  | 勝   | 31–0     | Lupe Ramirez                           | KO     | 1 (10), 3:03         | 1972年10月28日 | パナマ市                                   |                           |
| 30  | 勝   | 30–0     | Greg Potter                            | KO     | 1 (10), 1:58         | 1972年9月2日   | パナマ市                                   |                           |
| 29  | 勝   | 29–0     | ケン・ブキャナン                       | TKO    | 13 (15)              | 1972年6月26日  | ニューヨークマディソン・スクエア・ガーデン | WBAライト級獲得           |
| 28  | 勝   | 28–0     | Francisco Munoz                        | TKO    | 1 (10), 2:34         | 1972年3月10日  | パナマ市                                   |                           |
| 27  | 勝   | 27–0     | Angel Robinson Garcia                  | UD     | 10                   | 1972年1月15日  | パナマ市                                   |                           |
| 26  | 勝   | 26–0     | 小林弘                                 | KO     | 7 (10), 0:30         | 1971年10月16日 | パナマ市                                   |                           |
| 25  | 勝   | 25–0     | Benny Huertas                          | TKO    | 1 (10), 1:06         | 1971年9月13日  | ニューヨークマディソン・スクエア・ガーデン |                           |
| 24  | 勝   | 24–0     | Fermin Soto                            | TKO    | 3 (10)               | 1971年1月18日  | モンテレイ                                 |                           |
| 23  | 勝   | 23–0     | Lloyd Marshall                         | TKO    | 6 (10), 1:37         | 1971年5月29日  | パナマ市                                   |                           |
| 22  | 勝   | 22–0     | Jose Acosta                            | KO     | 1 (10), 1:55         | 1971年3月21日  | パナマ市                                   |                           |
| 21  | 勝   | 21–0     | Jose Angel Herrera                     | KO     | 6 (10)               | 1971年1月10日  | モンテレイ                                 |                           |
| 20  | 勝   | 20–0     | Ignacio Castaneda                      | TKO    | 3 (10)               | 1970年10月18日 | パナマ市                                   |                           |
| 19  | 勝   | 19–0     | Marvin Castaneda                       | KO     | 1 (10), 1:30         | 1970年9月5日   | プエルト・アルムエエス                     |                           |
| 18  | 勝   | 18–0     | Clemente Mucino                        | KO     | 6 (10), 2:18         | 1970年1月18日  | コロン                                     |                           |
| 17  | 勝   | 17–0     | エルネスト・マルセル                   | TKO    | 10 (10)              | 1970年5月16日  | パナマ市                                   |                           |
| 16  | 勝   | 16–0     | Felipe Torres                          | UD     | 10                   | 1970年3月28日  | メキシコシティ                             |                           |
| 15  | 勝   | 15–0     | Luis Patino                            | KO     | 8 (10)               | 1969年11月23日 | パナマ市                                   |                           |
| 14  | 勝   | 14–0     | Serafin Garcia                         | TKO    | 5 (8)                | 1969年9月21日  | パナマ市                                   |                           |
| 13  | 勝   | 13–0     | Adolfo Osses                           | TKO    | 7 (8)                | 1969年6月22日  | パナマ市                                   |                           |
| 12  | 勝   | 12–0     | Jacinto Garcia                         | TKO    | 4 (8)                | 1969年5月18日  | パナマ市                                   |                           |
| 11  | 勝   | 11–0     | Eduardo Frutos                         | UD     | 6                    | 1969年2月1日   | パナマ市                                   |                           |
| 10  | 勝   | 10–0     | Alberto Brand                          | TKO    | 4 (6), 2:50          | 1969年1月19日  | パナマ市                                   |                           |
| 9   | 勝   | 9–0      | Carlos Howard                          | TKO    | 1 (6)                | 1968年12月7日  | パナマ市                                   |                           |
| 8   | 勝   | 8–0      | Juan Gondola                           | KO     | 2 (6)                | 1968年11月16日 | コロン                                     |                           |
| 7   | 勝   | 7–0      | Cesar De Leon                          | KO     | 1 (6), 1:20          | 1968年9月22日  | パナマ市                                   |                           |
| 6   | 勝   | 6–0      | Leroy Carghill                         | KO     | 1 (6)                | 1968年8月25日  | パナマ市                                   |                           |
| 5   | 勝   | 5–0      | Enrique Jacobo                         | KO     | 1 (6)                | 1968年8月10日  | パナマ市                                   |                           |
| 4   | 勝   | 4–0      | Eduardo Morales                        | KO     | 1 (4), 3:00          | 1968年6月30日  | パナマ市                                   |                           |
| 3   | 勝   | 3–0      | Manuel Jimenez                         | KO     | 1 (4)                | 1968年6月15日  | コロン                                     |                           |
| 2   | 勝   | 2–0      | Juan Gondola                           | KO     | 1 (4)                | 1968年5月14日  | コロン                                     |                           |
| 1   | 勝   | 1–0      | Carlos Mendoza                         | UD     | 4                    | 1968年2月23日  | コロン                                     | プロデビュー              |